# Espesura Monte Rose
La espesura Monte Rose es un área silvestre protegida en la cordillera Carson del condado de Washoe, en el noroeste del estado de Nevada en Estados Unidos. Se encuentra entre el lago Tahoe y Reno, Nevada.
La espesura Monte Rose, cubre un área de aproximadamente 28 000 acres (11 331,2 ha), y es administrado por el bosque nacional Humboldt-Toiyabe. El área fue nombrada así oficialmente en 1899.

## Geografía
Por esta zona se extiende una pequeña sección de la cordillera Carson. Se limita al este con el lago Washoe y al sur con el lago Tahoe. Al norte se encuentra la ciudad de Reno, mientras que el resto del bosque nacional Humboldt-Toiyabe forma el límite occidental de la espesura. Al sudoeste de la espesura está Carson City, la capital del estado de Nevada.
También contiene diez picos, el más alto y prominente de los cuales es el monte Rose. Fue por ello llamado según el monte.